# Paractinophlebia tenuis
Paractinophlebia tenuis  (лат.) — ископаемый вид сетчатокрылых насекомых из рода Paractinophlebia семейства Prohemerobidae Handlirsch, 1906 (Hemerobioidea). Известен по отпечаткам крыла размером 13,2×4,7 мм, обнаруженным в юрских отложениях из Европы (Германия, Niedersachsen, верхний лейас).
Вместе с другими ископаемыми видами, такими как Solenoptilon kochi Handlirsch 1906, Oligogetes relictus, Tetanoptilon brunsvicense Bode 1953, Solenoptilon martynovi, Ooidia Bode 1953, являются одними из древнейших представителей сетчатокрылых насекомых. Таксон был впервые описан в 1953 году палеонтологом А. Боде (Bode A. 1953) и включён в состав рода Paractinophlebia Handlirsch, 1906 (вместе с видами Paractinophlebia acuta  (Bode 1953), Paractinophlebia curtisii (Scudder 1886) и Paractinophlebia grasselensis Bode 1953). Другие авторы  позднее включили его в состав семейства Prohemerobidae.